# Gyrinomimus bruuni
Gyrinomimus bruuni är en fiskart som beskrevs av Rofen, 1959. Gyrinomimus bruuni ingår i släktet Gyrinomimus och familjen Cetomimidae. Inga underarter finns listade i Catalogue of Life.